# 圌山
32°12′39″N 119°42′47″E / 32.21083°N 119.71295°E
圌山，是中华人民共和国江苏镇江境内山名，位于大路镇西北。

## 特点
相传“圌”字即为此山造。高250米。为宁镇丘陵的最后一座山。往东即开始是长江中下游平原。山顶有砖塔一座，名报恩塔，建于明代。山中有寺“韶隆禅院”为镇江金山寺下院。山体散布洞穴，以“通天洞”为最奇。北临长江，所以曾是抗击英国船队入侵的堡垒阵地。现存圌山炮台遗址，为江苏省文物保护单位。